# Eusattodera delta
Eusattodera delta är en skalbaggsart som beskrevs av Wilcox 1965. Eusattodera delta ingår i släktet Eusattodera och familjen bladbaggar. Inga underarter finns listade i Catalogue of Life.